# Cicimek čínský
Cicimek čínský (někdy i cicimek datlový, Ziziphus jujuba) je teplomilný, opadavý strom pěstovaný pro tmavě červené až hnědé plody, které se sušené nazývají čínské datle. Je součásti širokého rodu cicimek čítajícího přes 100 druhů a který je v Číně pěstován již několik tisíciletí.

## Výskyt
Rostlina pochází z Číny a již ve starověku byla šířena karavanami podél Hedvábné stezky do Střední a Přední Asie, na Blízký východ a později i do Středomoří. Podle historika Plínia byl tento druh přivezen právě z Blízkého východu do Říma již na počátku našeho letopočtu. V novověku se cicimek čínský začal pěstovat i v teplých oblastech Ameriky a částečně i v Africe a Austrálii. Ve své domovině roste na slunných stanovištích s propustnou, i kamenitou, málo výživnou půdou do nadmořské výšky 1700 m. 

## Popis
Nevysoký, opadavý strom, (někdy také keř), dorůstající do výše 5 až 8 m s hnědou kůrou. Mladé větve jsou rovné a trnité, starší bývají uzlovité a rostou neuspořádaně. Čerstvé výhonky mají olivově zelenou barvu a jsou ve dvou řadách porostlé střídavými listy s krátkými řapíky. Jejich čepele dlouhé 2 až 4 cm jsou kožovité, eliptického až vejčitého tvaru a mírně nesouměrné. Na bázi jsou zaoblené, na konci krátce špičaté a po obvodě pilovité. Jsou oboustranně lysé, na svrchní straně bývají tmavší i lesklejší a jejich zřetelná žilnatina je trojžilná. Palisty jsou přetvořené v opadavé trny.
Z úžlabí listů vyrůstají krátké brachyblasty nesoucí nenápadné, žlutozelené květy rostoucí samostatně, nebo někdy až po osmi seskupené v koncových vrcholících. Drobné, oboupohlavné, pětičetné květy na kratičkých stopkách nejsou větší než 4 mm. Jejich trojúhelníkovité kališní plátky bývají vespod srostlé v krátkou trubku a obvejčité korunní plátky jsou krátce nehetnaté. V květu je dlouhá, trubkovitá češule, pět tyčinek a kulovitý semeník s dvojitou čnělkou. Květy rozkvétají v květnu až červenci a jsou opylovány hmyzem.
Plody jsou eliptické, lesklé peckovice dlouhé 2 až 4 cm a široké 1 až 2 cm, ve zralosti jsou tmavě červené, červenofialové až hnědé. Dozrávají v srpnu až říjnu a jejich dužnatý mezokarp je bílý až nazelenalý, sladké nebo navinulé chuti a obsahuje špičatou pecku kryjící vlastní semeno.

## Význam
Cicimek čínský se pěstuje pro plody vzhledem připomínající datle, které se konzumují čerstvé, sušené či kandované. Zpracovávají se do kompotů, používají se při výrobě cukrovinek, dávají do některých druhů chleba a asijská kuchyně zná spousty jejich dalších využití, nezralé se např. nakládají do octu nebo soli.
Plody mají vysoký obsah cukru, železa, jodu a kobaltu, v čerstvém stavu i vitamínu C. V lidovém léčitelství se používají při hypertenzi, detoxikaci organizmu a hlavně při nefunkčnosti trávicí soustavy. Listy se zkrmují domácím zvířectvem a slouži jako náhradní krmivo pro housenky bource morušového. Listy obsahují zizifin, látku blokující receptory vnímání sladkosti, proto po jejich požvýkání necítíme sladkou chuť. Dřevo stromů má hustou strukturu, dobře se strojově opracovává a je používáno pro výrobu soustružených výrobků. Kůra obsahuje velké množství tříslovin.

## Rozmnožování
Rostlina se přirozeně množí semeny plodů, která po okolí roznášejí ptáci a jiná zvířata. V Číně bylo vyšlechtěno mnoho kultivarů vhodných pro různě podmínky a proto bývají nově vysazované rostliny obvykle roubované.
Přestože se jedná o subtropickou rostlinu, pravděpodobně by rostla i v teplých oblastech České republiky, dospělý strom krátkodobě snese i -20 °C. Plody však zrají dlouho a potřebují hodně tepla, proto za chladného podzimu neuzrají. Mladý stromek je vhodné po dva roky pěstovat v květináči a po opadu listí jej přemístit do nemrznoucí místnosti.

## Galerie

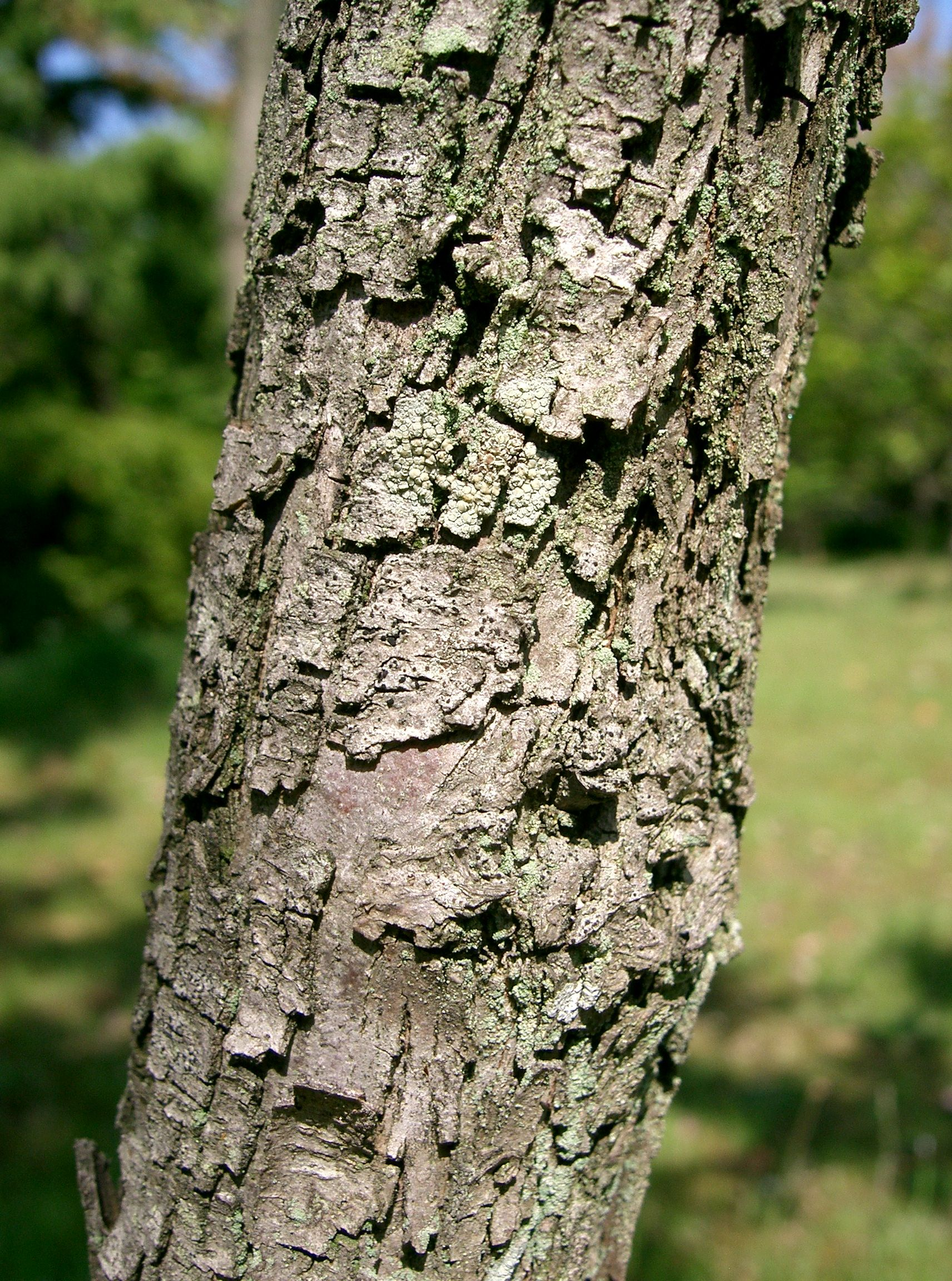
Kmen stromu
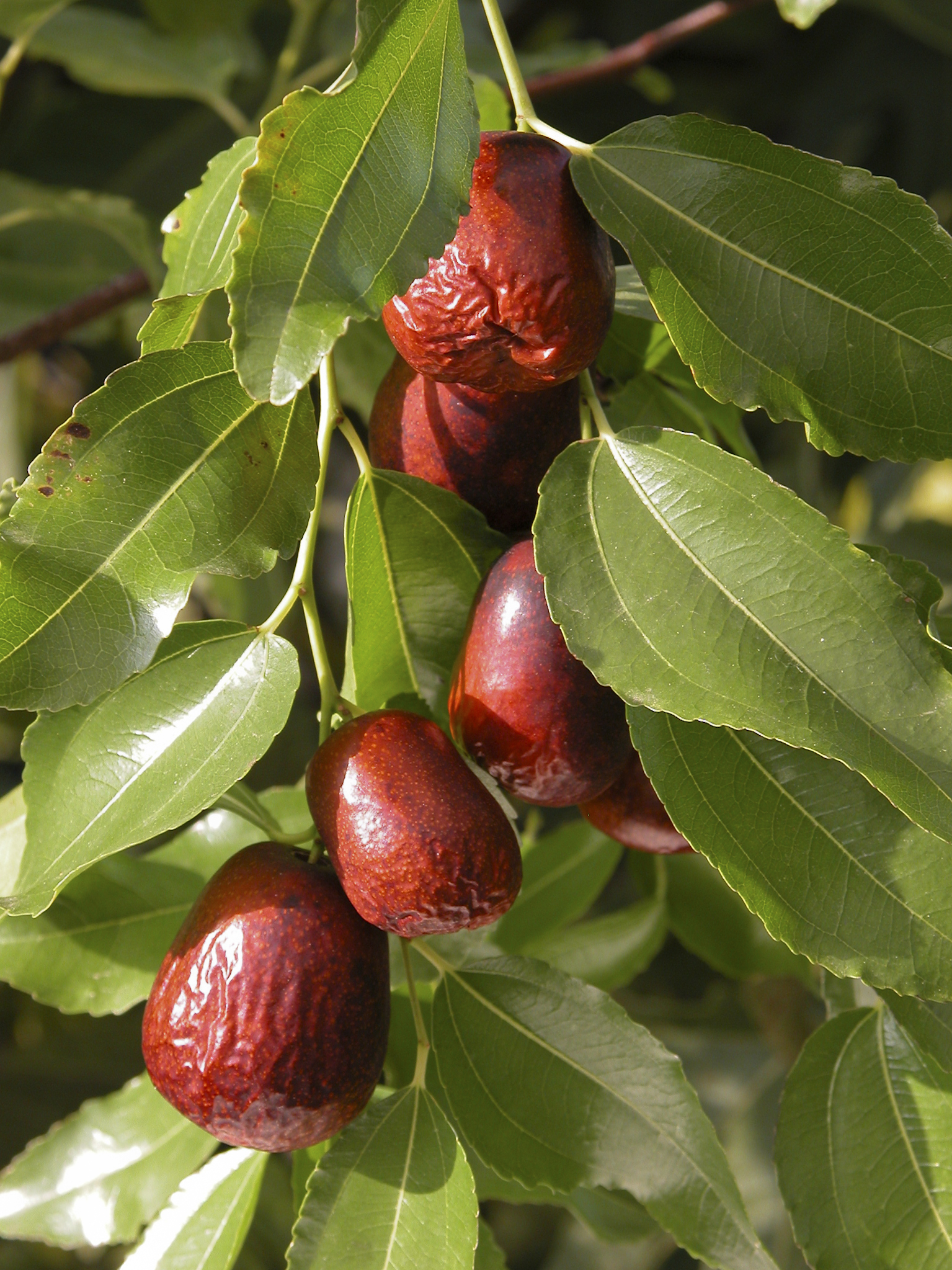
Zrající plody
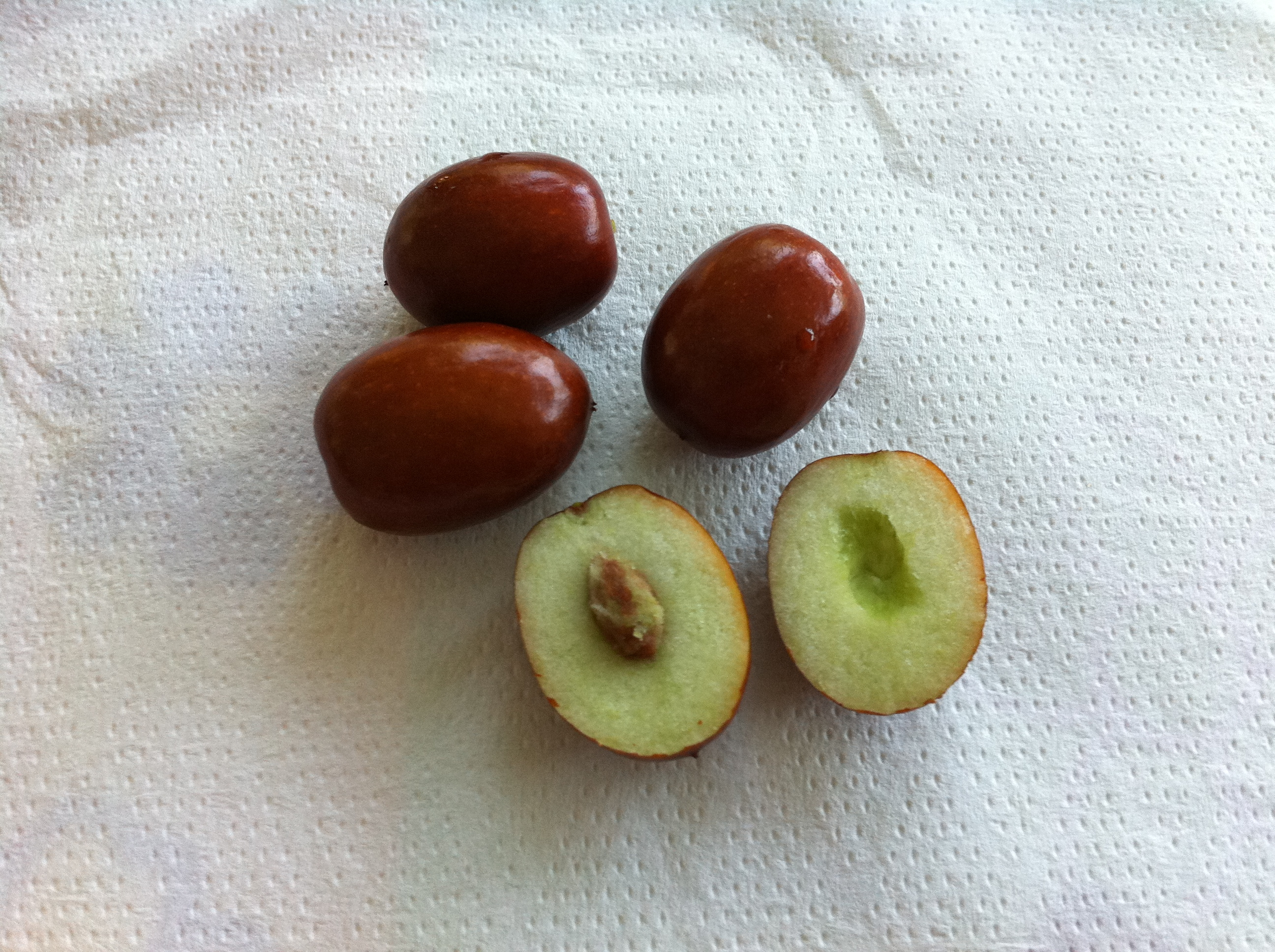
Zralé plody
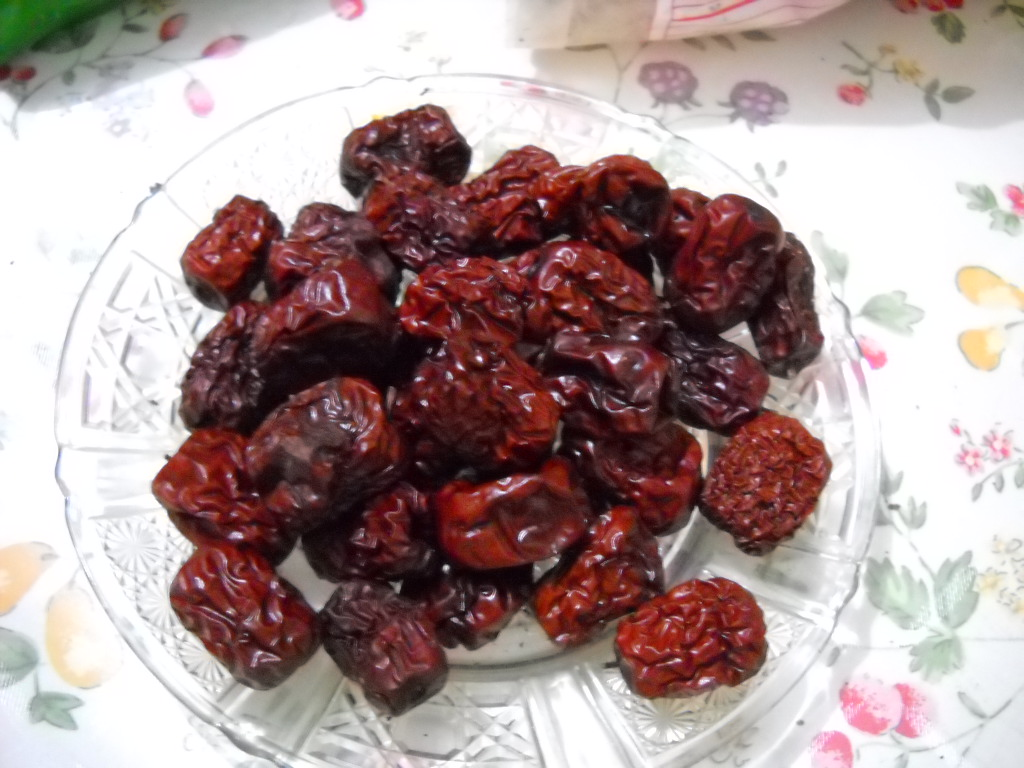
Sušené plody